# Municipio de Henrietta (Minnesota)
El municipio de Henrietta (en inglés: Henrietta Township) es un municipio ubicado en el condado de Hubbard en el estado estadounidense de Minnesota. En el año 2010 tenía una población de 1642 habitantes y una densidad poblacional de 18,24 personas por km².

## Geografía
El municipio de Henrietta se encuentra ubicado en las coordenadas 46°55′22″N 94°57′40″O / 46.92278, -94.96111. Según la Oficina del Censo de los Estados Unidos, el municipio tiene una superficie total de 90.01 km², de la cual 81,68 km² corresponden a tierra firme y (9,26 %) 8,33 km² es agua.

## Demografía
Según el censo de 2010, había 1642 personas residiendo en el municipio de Henrietta. La densidad de población era de 18,24 hab./km². De los 1642 habitantes, el municipio de Henrietta estaba compuesto por el 96,59 % blancos, el 0,06 % eran afroamericanos, el 1,34 % eran amerindios, el 0,49 % eran de otras razas y el 1,52 % eran de una mezcla de razas. Del total de la población el 0,55 % eran hispanos o latinos de cualquier raza.